# Hymenophyllum fuciforme
Hymenophyllum fuciforme är en hinnbräkenväxtart som beskrevs av Olof Peter Swartz. Hymenophyllum fuciforme ingår i släktet Hymenophyllum och familjen Hymenophyllaceae. Inga underarter finns listade.